# Habeko Mik
Habeko Mik va ser una revista de còmics en euskera publicada pel HABE entre 1982 i 1991. De caràcter bimestral, va publicar 55 números i 18 toms recopilatoris. A les seues pàgines van publicar els principals autors de còmic bascos, com Harriet, Redondo, Mata, Astrain, Fructuoso, Mauro Entrialgo, Durán, Berzosa, Álvaro Ortega o Mikel Valverde.